# Le Bardon
Le Bardon är en kommun i departementet Loiret i regionen Centre-Val de Loire strax norr Frankrikes mitt. Kommunen ligger i kantonen Meung-sur-Loire som tillhör arrondissementet Orléans. År 2022 hade Le Bardon 970 invånare.

## Befolkningsutveckling
Antalet invånare i kommunen Le Bardon
| Referens: INSEE |